# Il mistero di Persefone
Il mistero di Persèfone è un'opera teatrale in sette quadri di Ettore Romagnoli, eseguita in prima assoluta nel 1929 al Teatro Licinium di Erba.

## Storia
Le coreografie furono curate dalla danzatrice italiana di origini russe Jia Ruskaja.

## Edizioni
Lo spartito musicale è stato pubblicato da Zanichelli nel 1929, anche nella riduzione pianistica di Giorgio Favaretto.